# رودریگو اراموپ
رودریگو اراموپ (انگلیسی: Rodrigo Erramuspe؛ زادهٔ ۳ مهٔ ۱۹۹۰) بازیکن فوتبال اهل آرژانتین است.
از باشگاه‌هایی که در آن بازی کرده‌است می‌توان به باشگاه فوتبال ال‌دی‌یو کیتو، باشگاه فوتبال اتلتیکو تیگره، باشگاه فوتبال اتلتیکو هوراکان، و باشگاه فوتبال لانوس اشاره کرد.